# Wuppertal
Wuppertal er en tysk by i Ruhr-distriktet. Før globaliseringen var byen centrum for Tysklands tekstilindustri.

## Wuppertaler Schwebebahn
I Wuppertal findes Wuppertaler Schwebebahn, som ikke er en svævebane men derimod en monorail, der hænger fra en monorailskinne. Hængebanen blev indviet af kejser Wilhelm 2. i år 1900. Banen er senere blevet moderniseret og er i dag et tidssvarende og forholdsvis hurtigt transportmiddel.

## Bydele
Barmen-Elberfeld Kommune blev oprettet den 1. august 1929. Det nydannede navn Wuppertal (dalen ved floden Wupper) blev vedtaget ved en folkeafstemning i 1930. Kommunen bestod ved sin oprettelse af handelsbyen Elberfeld, industribyen Barmen og 4 mindre købstæder (Langerfeld, Cronenberg, Ronsdorf og Vohwinkel). Desuden blev Lüttringhausen Kommune nedlagt i 1929, således at landsbyen Beyenburg kom til Barmen-Elberfeld Kommune, mens selve Lüttringhausen blev en del af Remscheid Kommune.

## Notable bysbørn
- Christoph Maria Herbst, skuespiller